# اوروازی ایرانی
اوروازی ایرانی (به انگلیسی: Oorvazi Irani) یک فیلمساز مستقل ساکن بمبئی هند است. او غیر از فیلمساز، مدرس فیلمسازی، مربی بازیگری و یک منتقد فیلم و مدیر داخلی شرکت فیلم‌سازی اس بی آی ایمپراساریو پی وی تی (به انگلیسی: SBI Impresario Pvt) است. این شرکت با مسئولیت محدود توسط پدرش سوراب ایرانی در سال ۱۹۷۵ تأسیس شد. او فیلم "مسیر زرتشت " را در پارسیس کارگردانی کرده‌است. همچنین دو فیلم کوتاه د کی فایل "The K File" و مادر بزرگ "Mamaiji" را کارگردانی کرده‌است. وی مربی فیلمسازی در مدرسه بین‌المللی ساواکام جاو پره (SVKM JV Parekh) در بمبئی، هند است وی علاوه بر تدریس به عنوان یک مربی آزاد با موسسات معتبر سینمایی مختلف همکاری می‌کند. وی همچنین اخیراً دی وی دی آموزش تکنیک بازیگری مایکل چخوف را که شخصاً تحقیق، ارائه، کارگردانی و تهیه کنندگی آن را انجام داده‌است را در هند متشر نموده‌است.

## زندگی‌نامه
او فارغ‌التحصیلی رشته هنر از کالج جای هند (Jai Hind)، بمبئی است. پس از آن وی دوره دوره فیلم‌های FTII و NFAI را که برای آموزش مربی طراحی شده‌است و همچنین دوره آنلاین فیلم IB Teacher's را دنبال کرد. در دوران تحصیل در کالج شروع به کمک به پدرش در یک مجموعه نمایشی سفرنامه‌ای با نام «رامایانا یک سفر» نمود که برای کانال چهار تلویزیون لندن تهیه می‌شد. موضوع این مجموعه دربارهٔ دنبال کردن مسیری بود که لرد راما در طول سفرش از ایودیا به لانکا طی نموده بود. اوروازی رئیس تحقیقات این پروژه شد و همچنین در تولید یاری نمود. ساخت این مجموعه ۳ سال به طول انجامید و در سال ۱۹۹۷ به پایان رسید.

## حرفه
اوروازی کار خود را به عنوان مدیر شرکت تولید رسانه‌های خانگی SBI Impresario Pvt که توسط پدرش در سال ۱۹۷۵ تأسیس شده بود آغاز کرد. عملکرد او در این سمت به‌خصوص در زمینه‌های تحقیق، تولید و کارگردانی در پروژه‌های بین‌المللی تحسین منتقدان بین‌المللی را به همراه داشت.
اوروازی جدا از مدیریت شرکت تولیدکننده خانگی، به‌عنوان مربی بازیگری فعالیت می‌کند. وی در حال حاضر سرپرست تولید فیلم "SVKM JVParekh International School" را بر عهده دارد. همچنین تولید ماژولهای فیلم‌های آموزشی برای موسسات معتبر مختلف از جمله دوره یک ساله دیپلم تحصیلات تکمیلی دانشگاه بمبئی برای مدرسه دیجیتال فیلم برای مدارس بمبئی، مؤسسه بازیگری کیشور نامیت کاپور، تعالی خلاق - ICE، بخش آموزش بالاجی تله فیلم و ماژول «درک سینما» از برنامه درسی BMM در کالج دختران غانشیامداس سرافا، بمبئی (وابسته به دانشگاه بمبئی) را بر عهده داشته‌است.

### تکنیک بازیگری مایکل چخوف
ارتباط اوروازی با بازیگری و بازیگران به عنوان یک هنرمند او را کنجکاو کرد تا روند بازیگری را درک کند. وی تحقیق در مورد این موضوع را به‌طور گسترده آغاز کرد و با تکنیک انقلابی بازیگری مایکل چخوف روبرو شد. تکنیک مایکل چخوف توسط میخائیل الکساندروویچ چخوف یا همان میخائیل چخوف ساخته شده‌است، که به عنوان شاگرد کنستانتین استانیسلاوسکی تکنیک بازیگری خود را ایجاد نمود و آن را به عنوان یک تمرین قالب بندی کرد تا به ماهیت اصلی یک شخصیت برسد. چخوف بازیگران هالیوود مانند مرلین مونرو، آنتونی کوئین، کلینت ایستوود، مالا پاورز، یول برینر را آموزش داده‌است. به غیر از دانشجویان مستقیم او، سایر بازیگران نیز از تکنیک او که در کتاب "در مورد فن بازیگری" معرفی شده‌است، بهره‌مند شده‌اند. از جمله بازیگران برجسته‌ای مانند جانی دپ و آنتونی هاپکینز که از این کتاب به عنوان تأثیر گذارترین کتاب در بازیگری خود یاد کرده‌اند، قابل توجه هستند. اوروازی درآوردن روش بازیگری مایکل چخوف به هند پیشگام بود. وی به عنوان مربی بازیگری این روش را به شاگردانش آموزش داد. همچنین اخیراً با یک دی وی دی با عنوان «تکنیک بازیگری مایکل چخوف» به بازار فرستاده‌است. این DVD راهنمای گام به گام درک مفاهیم اساسی تکنیک بازیگری مایکل چخوف است. جوانا مرلین، رئیس انجمن چخوف، ایالات متحده، DVD را تأیید کرد و اظهار داشت:
"در ارائه دقیق اوروازی ایرانی از تکنیک بازیگری مایکل چخوف، وی بازیگر را از طریق روند روانی-جسمی چخوف با لطافت، ظرافت، هوش و شادی راهنمایی می‌کند. اوروازی بازیگر و معلم فن بیان است، که به دلیل مطالعه مادام العمر چخوف در مورد هنر بازیگری بسیار تحت تأثیر وی قرار گرفته و انگیزه گرفته‌است. در این نمایش خارق العاده و هنری، اوروازی سفری مترقی را برای بازیگران فراهم می‌کند و به آنها الهام می‌دهد تا منابع تخیل دست نخورده خود را کشف کنند، و فردیت خلاق خود را تعمیق و غنی کنند. "
آشوتوش گواریکر، فیلمساز، پس از تماشای این دی وی دی، اینگونه اظهار نظر نمود:
"این فوق العاده انجام شده‌است. در این روش دسیسه‌های زیادی وجود دارد، همان گونه که شما آن را توصیف کرده‌اید) احساس می‌کنم ممکن است برای گسترش این آگاهی به بازاریابی شدید احتیاج داشته باشید. مجموعه آموزشی در مورد روش چخوف بسیار خوب بسته بندی شده☃☃! آرزوی موفقیت برای همه شما دارم! "
اخیراً اوروازی سمینار ویژه کارگاه آموزشی‌ای را برای مرکز فرهنگ روسیه در مورد تکنیک بازیگری مایکل چخوف که DVD وی نیز در آنجا نمایش داده شد. برگزار نمود. وی همچنین ماژول‌های بازیگری ویژه‌ای از این روش بازیگری را به دعوت ویژه برای سازمان‌های معتبری مانند Thespo14 @ Prithvi (که محبوب‌ترین گروه تئاتر جوانان مستقر در بمبئی است)، مؤسسه بازیگری کیشور نامیت کاپور (که مدرسه بازیگری است) اجرا کرده‌است. ستارگان بزرگی مانند هریتیک روشن، کارینا کاپور، پریانکا چوپرا و غیره)، و یک ماژول ویژه برای غیر بازیگران در پلت فرم محبوب جامعه فیلم‌های مستقل www.madaboutmovies.com. علاوه بر این دوره‌های منظمی که وی به عنوان مربی بازیگری مستقل برای این روش، برای آماتورها و حرفه ای‌ها برگزار می‌کند.
پس از اتمام پروژه پدرش، «رامایانا یک سفر»، وی همچنین در یکی دیگر از پروژه‌های او شرکت کرد، مستندی به نام «لرد گانشا - رئیس سر فیل». این فیلم ریشه‌های لرد گانشا، داستان‌های اسطوره ای مرتبط با وی و همچنین ماهیت جشنواره گانش چاتورتی در بمبئی را دنبال می‌کرد. اوروازی به عنوان دستیار کارگردان در این پروژه فعالیت داشت.

### فیلم‌شناسی
| سال        | فیلم                                 | نقش                       | یادداشت |
| ---------- | ------------------------------------ | ------------------------- | --- |
| ۱۹۹۷-۹۶-۹۷ | رامایانا یک سفر                      | دستیار کارگردان           | اوروازی همچنین محقق اصلی این پروژه، تهیه شده توسط SBI Impresario بود                                                                            |
| ۱۹۹۷–۹۸    | Lord Ganesha - The Elephant Head God | دستیار کارگردان           | مستندی در مورد لرد گانشا و جشنواره گانش چاتورتی در بمبئی به کارگردانی پدر اوروازی سوراب ایرانی، تهیه شده توسط SBI Impresario برای تلویزیون هلند |
| ۲۰۱۱       | مامایجی                              | کارگردان، نویسنده         | مستندی سورئالیستی دربارهٔ مادربزرگ مادری اوروازی، تهیه شده توسط SBI Impresario                                                                   |
| ۲۰۱۱       | تکنیک بازیگری مایکل چخوف             | کارگردان، نویسنده، بازیگر | ارائه تکنیک بازیگری چخوف. منتشر شده در DVD، تولید شده توسط SBI Impresario                                                                       |
| ۲۰۱۲       | پرونده K                             | کارگردان                  | در ماه مه ۲۰۱۲ در YouTube منتشر شد. فیلمنامه‌نویس: فرخ دهندی، تهیه شده توسط SBI Impresario                                                       |